# Acta Agrobotanica
Acta Agrobotanica (Acta Agrobot) – czasopismo Polskiego Towarzystwa Botanicznego publikujące oryginalne prace badawcze, krótkie komunikaty oraz prace przeglądowe dotyczące roślin uprawnych oraz dziko rosnących. Czasopismo ma charakter open access, jest indeksowane przez wiele baz danych oraz instytucji naukowych. Między innymi przez: AGRO, AGRICOLA, CAB Abstracts, DOAJ, EBSCO, Google Scholar, Scopus, Index Copernicus, WorldCat, Web of Science.
W 2015 roku czasopismo było na liście B czasopism punktowanych przez Ministerstwo Nauki i Szkolnictwa Wyższego (MNiSW) i w skali ogłaszanej przez MNiSW prace miały 14 punktów. Od grudnia 2021 do lipca 2023 czasopismo miało 40 punktów. Według komunikatu MEiN z 17 lipca 2023 na nowej opublikowanej liście czasopismo otrzymało 140 punktów.
Od 2022 roku artykuły publikowane w Acta Agrobotanica wyróżniają się posiadaniem współczynnika wpływu przyznawanego przez amerykańską firmę Clarivate. Jego wartość została ustalona na 1,2 pkt.
Prace publikowane w Acta muszą obejmować tematykę związaną z ekologią, anatomią i strukturą, fenologią i aerobiologią, fizjologią, herbologią, fitopatologią roślin rolniczych i ogrodniczych. Czasopismo publikuje także prace interdyscyplinarne dotyczące relacji roślin z innymi organizmami  a także prace obejmujące tematykę obszarów wiejskich i przekształconych antropogenicznie.